# Tehachapi
Tehachapi är en stad (city) i Kern County, i delstaten Kalifornien, USA. Enligt United States Census Bureau har staden en folkmängd på 14 630 invånare (2011) och en landarea på 25,6 km².
I närheten av Tehachapi finns en av världens få järnvägsspiraler, Tehachapi Loop.
I den västra delen av staden ligger det delstatliga fängelset California Correctional Institution.